# Lembocarpus amoenus
Lembocarpus amoenus är en tvåhjärtbladig växtart som beskrevs av Leeuwenb.. Lembocarpus amoenus ingår i släktet Lembocarpus och familjen Gesneriaceae. Inga underarter finns listade i Catalogue of Life.